# Dzielnica Żydowska w Jerozolimie
Dzielnica żydowska (hebr. ‏הַרֹבַע היהודי‎) – jedna z czterech dzielnic Starego Miasta Jerozolimy. Jest usytuowana w południowo-wschodniej części Starego Miasta. Ciągnie się od Wzgórza Świątynnego do Dzielnicy Ormiańskiej na zachodzie.

## Opis dzielnicy
Jest to najbardziej zadbana i najspokojniejsza dzielnica Starego Miasta. Cała dzielnica została odbudowana z ruin po 1967 (cała dzielnica została wyburzona przez Jordańczyków w latach 1948–1967) i dzięki temu wszystkie ulice, domy oraz place są czyste i nowe. Odbudowując domy zwrócono szczególną uwagę na zachowanie pierwotnego wyglądu dzielnicy. Jej centrum to plac Hurva Square, jednak do XIX wieku głównym placem był Batei Mahaseh Square. Obecnie jest to mały plac, na którym stoi tablica upamiętniająca wydarzenia z 1948, kiedy to Jordańczycy zgromadzili tutaj wszystkich Żydów ze Starego Miasta i wygnali do Zachodniej Jerozolimy.

## Najważniejsze budynki
- Zachodni Mur – nazywany często Ścianą Płaczu, jest jedyną zachowaną do dziś pozostałością Świątyni Jerozolimskiej. Jest to najświętsze miejsce Judaizmu.

### Synagogi
- Synagoga Ramban – najstarsza czynna synagoga, która została wybudowana w 1267. Po zniszczeniach wojennych 1948, została odbudowana po 1967.
- Synagoga Eliahu Ha'navi – wchodzi w skład tzw. czterech sefardyjskich synagog.
- Synagoga Jochanan ben Zakai – wchodzi w skład tzw. czterech sefardyjskich synagog.
- Synagoga Stambulska – wchodzi w skład tzw. czterech sefardyjskich synagog.
- Synagoga Emtsai – wchodzi w skład tzw. czterech sefardyjskich synagog.
- Synagoga Ari – położona na parterze budynku mieszczącego także synagogę Ohr ha-Chaim i muzeum żydowskie.
- Synagoga Beit El – centrum studiów kabalistycznych w mieście.
- Synagoga Chesed El – centrum ruchu religijnego Bene Akiwa.
- Synagoga Menachem Zion
- Synagoga Ohr ha-Chaim
- Synagoga Tzuf Dwasz
- Synagoga Hurva, zburzona przez Jordańczyków w 1948, odbudowana na początku XXI w.

### Kościoły
- Kościół Nea – został wybudowany w 543. Kiedyś był to najwspanialszy i najsłynniejszy kościół Jerozolimy[1].

### Muzea
- Muzeum Ostatniego Dnia – leży przy ulicy Cardo i przypomina wydarzenia z 1948, kiedy to Stare Miasto zajęli Jordańczycy, którzy w następnych latach wyburzyli prawie wszystkie ślady żydowskości miasta.
- Muzeum Archeologiczne Wohla – do właściwego muzeum schodzi się schodami 3 metry poniżej obecnego poziomu miasta. Można tam zobaczyć dobrze zachowane domy z I wieku.

### Inne miejsca
- Cardo – odcinek starożytnej ulicy o długości 200 m, pochodzący z czasów rzymskich i bizantyjskich. Znajduje się ona 6 m poniżej obecnego poziomu miasta. Ulica została odsłonięta podczas prac archeologicznych prowadzonych w latach 1976–1985. Nadano jej charakter pasażu handlowego z kawiarniami[1].
- Plac Hurva – położony pośrodku dzielnicy plac, przy którym znajduje się Synagogi Hurva, odbudowana po zburzeniu przez Jordańczyków w 1948 .
- Wieża Izraelitów – pozostałość po wieży z czasów Świątyni.